# Залізничний транспорт Намібії

Схема залізничних мереж Намібії

Провайдером залізничних послуг у Намібії є TransNamib. Довжина залізничної мережі у Намібії — 2382 км.
Історія залізничного транспорту Намібії налічує понад 100 років. Під час колонізації Німецькою імперією у 1894 — 1915 роках було побудовано низку залізниць, деякі з яких досі перебувають в експлуатації

## Сьогоденні залізниці

### Віндгук — Кранцберг
Залізниця від Віндгуку до Кранцбергу завдовжки 210 км, завершено в 1902 році.
- Віндгук[en] — столиця — вузлова станція
- Окаханджа[en]
- Карибіб[en] — запланований цементний завод
- Кранцберг[en] — відгалуження на Цумеб та Віндгук

### Кранцберг — Волфіш-Бей
Залізниця від Кранцбергу до Волфіш-Бей завдовжки 201 км. Відгалуження між Кранцбергом і Свакопмундом було завершено у 1902 році. В 1980 році це відгалуження було замінено альтернативним маршрутом за дюнами, що дозволило збільшити навантаження на вісь
- Кранцберг[en] — відгалуження на Цумеб та Віндгук
- Усакос[en]
- Арандіс — роз'їзд
- Свакопмунд[en]
- Волфіш-Бей[en] — порт

### Кранцберг — Отаві
Залізниця від Кранцбергу до Отаві завдовжки 328 км, завершено у 1906 році.
- Кранцберг[en] — відгалуження на Цумеб та Віндгук
- Омаруру[en]
- Калькфельд — роз'їзд
- Очиваронго[en] — відгалуження на Оучо
- Отаві[en] — відгалуження на Грутфонтейн

### Отаві — Грутфонтейн
Залізниця від Отаві до Грутфонтейн завдовжки 91 км, завершено у 1908 році.
- Отаві[en] — відгалуження на Грутфонтейн
- Грутфонтейн

### Зехайм — Аус
Залізниця від Зехайм до Людериц завдовжки 318 км. Залізниця Людериц — Аус, була відкрита у 1906 році, відгалуження до Зеєгайма було відкрито у 1908 році. На 2010-і залізниця Аус — Людериц виводиться з експлуатації, і немає регулярного пасажирського сполучення між Зехайм і Аус. Залізниця до Людерица була запланована до відкриття в 2017 році. Але на липень 2017 року офіційної дати повторного відкриття не опубліковано.
- Зехайм[en] — відгалуження на Людериц
- Аус

### Накоп — Віндгук
Залізниця від Накопа до Віндгука завдовжки 869 км. В 1912 році було завершено залізницю між Карасбургом і Кітмансхупом. В 1912 році було завершено 500 км залізниці між Карасбургом і Віндгуком, а відгалуження до Апінгтону було побудовано в 1915 році.
- Апінгтон[en]
- Накоп — кордон
- Карасбург[en]
- Кітмансхуп[en]
- Цес[en]
- Рехобот[en]
- Віндгук[en] — столиця

### Очиваронго — Оучо
Залізниця від Очиваронго до Оучо завдовжки 69 км. Перші 26 км були завершені під орудою німецької колоніально адміністрації в 1914/1915; залізниця мала назву залізниця Амболанд. Відгалуження на Оучо було завершено в 1921 році під орудою Південної Африки.
- Очиваронго[en]
- Оучо

### Віндгук — Гобабіс
Залізниця Віндгук — Гобабіс завдовжки 228 км завдовжки, завершено у 1930 році.
- Віндгук[en] — столиця
- Нойдамм[en]
- Омітара[en]
- Гобабіс[en]

### Отаві — Ошиканго
В 2005 році було відкрито залізницю завдовжки 89 км Цумеб — Ошивело. Будівництво другого етапу проекту — 59 км завдовжки від Ондангви до Ошиканго на ангольському кордоні, кошторисна вартість будівництва N$329 млн., було завершено у грудні 2007 року. Станція Ондангва була відкрита у 2006 році для вантажних перевезень.
На третьому етапі залізниця Ондангви — Ошакаті завдовжки 58 км була збудована з кошторисною вартістю N$220 млн, завершено у грудні 2008 року.
Лінія Ондангва — Ошиканго була офіційно відкрита у липні 2012 року
- Отаві[en] — відгалуження на Грутфонтейн
- Цумеб
- Ондангва[en]
- Оніїпа[en] автомобільний міст
- Намакунде[en][4]
  - Ошакаті
- Ошиканго[en] — кордон[5]